# Мини Вива
Мини Вива (на английски: Mini Viva) е британско изцяло дамски поп дует, създаден през 2008 година с членове Франки Конъли и Брит Лав.

## Музикална кариера
Дуетът създаден през 2008 от Ксеномания. През 2009 излиза и дебютният им сингъл Left My Heart in Tokyo и достига до 7-о място във Великобритания. През същата година тръгват на турнето на The Saturdays. Вторият сингъл I Wish излиза през декември 2009. През март 2010 съобщено че дебютният албум ще се появи на пазара в края на 2010. През юни 2010 излиза последният сингъл One Touch. През ноември 2010 отпада издаването на дебютния албум и групата се разпада.

## Дискография

### EPs
- „Engine Room Session“ (2009)

### Сингли
- „Left My Heart in Tokyo“ (2009)
- „I Wish“ (2009)
- „One Touch“ (2010)